# 23238 Ocasio-Cortez
23238 Ocasio-Cortez è un asteroide della fascia principale. Scoperto nel 2000, presenta un'orbita caratterizzata da un semiasse maggiore pari a 2,4601150 UA e da un'eccentricità di 0,1265348, inclinata di 6,22680° rispetto all'eclittica.
L'asteroide è dedicato ad Alexandria Ocasio-Cortez, all'epoca giovane studentessa, che nel 2007 si aggiudicò il secondo premio alla Intel International Science and Engineering Fair con un progetto di microbiologia. In seguito la Ocasio-Cortez divenne la più giovane parlamentare ad essere eletta al Congresso degli Stati Uniti d'America.